# Pieni-Kiimanen
Pieni-Kiimanen eller Pieni Kiimasjärvi är en sjö i Finland. Den ligger i kommunen Sotkamo i landskapet Kajanaland, i den centrala delen av landet, 500 km norr om huvudstaden Helsingfors. Pieni-Kiimanen ligger 137,9 meter över havet. Den är 27 meter djup. Arean är 10,37 kvadratkilometer och strandlinjen är 36,97 kilometer lång. Sjön  ingår i Uleälvens huvudavrinningsområde. 